# 요시

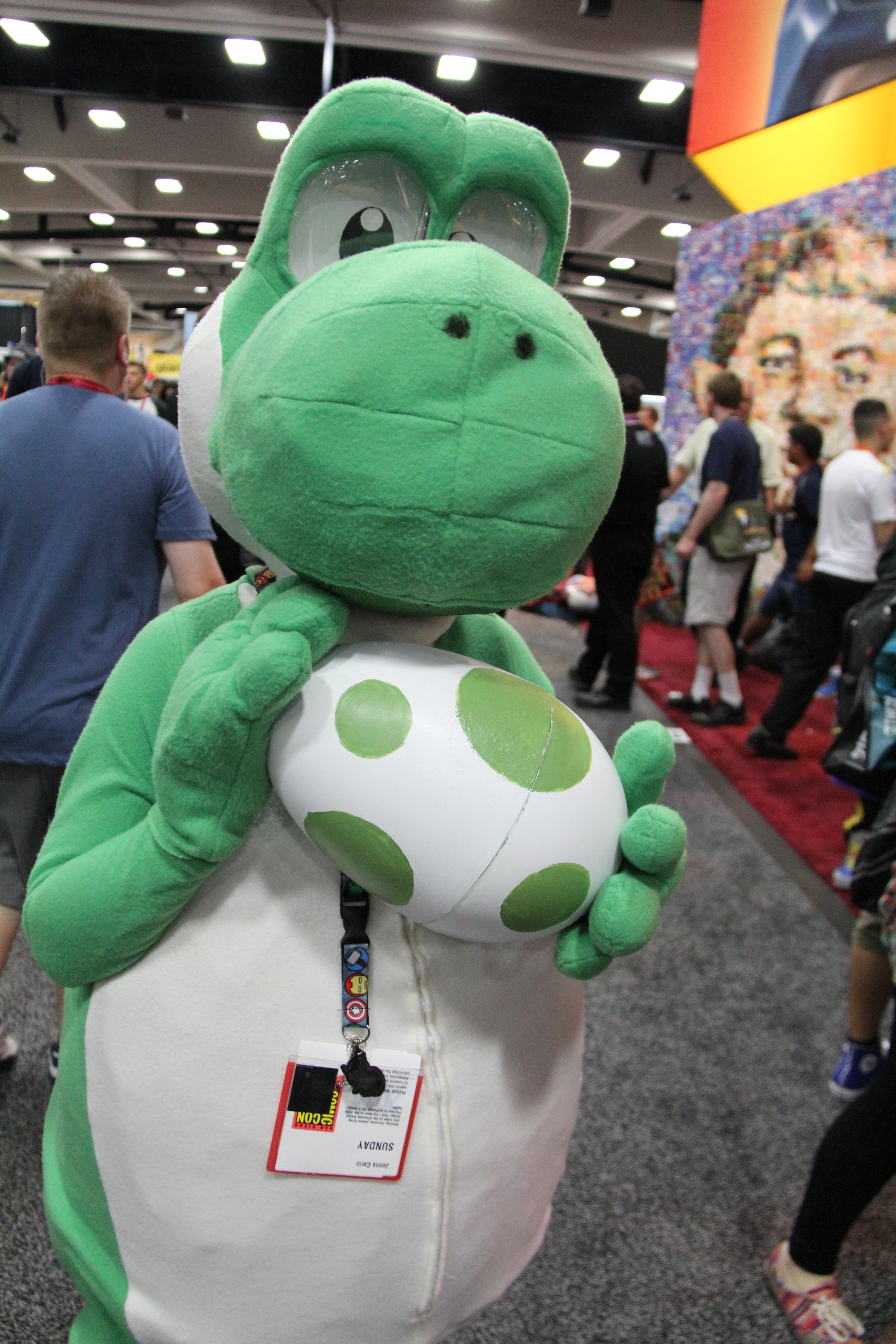
샌디에이고 코믹콘 2014의 요시

요시(일본어: ヨッシー)는《마리오 시리즈》에 나오는 동물이다. 또한 요시 종족이 사는 섬은 요스타 섬 혹은 요시 아일랜드라고 불린다. 또한 새끼 요시도 있으며 뉴 슈퍼 마리오 브라더스 U에서 핑크요시, 황금요시, 파랑요시가 있다.

## 특징
요시의 색깔은 기본적으로 녹색이나, 다른 빛깔의 요시 (빨간색 요시, 파란색 요시, 노란색 요시 등)도 존재하며 그 외에도 다양한 색이 존재한다. 요시의 빛깔 및 작품에 따라 능력에 약간의 차이가 있으며 성별은 수컷 이라고한다. 특기는 알 낳기, 삼키기, 엉덩이 찍기, 불 내뿜기, 공중 버티기 등이 있다.
게임 내에서 각 개체의 능력은 다음과 같다.
- 파란색 요시는 비누방울로 길을 만들지만 점프를 해야하지만 뻐끔플라워를 밟을 위기에 처했을 때 쓰는게 좋다.
- 핑크색 요시는 풍선처럼 날 수 있으나, 에너지가 필요하다.
- 황금색 요시는 불 밝히기 능력이 있다. 어두운 곳에서 활용하면 좋다.

요시의 가장 큰 특징은 혀가 매우 길게 늘어난다는 것인데, 이 혀를 늘려 적을 잡아 입 안으로 끌어들여 잡아먹는다. 적을 집어삼키면 삼켜진 적은 곧바로 알로 만들어진다. 요시는 이 알을 사용해서 적을 공격할 수 있다.

## 요시사
요시는 마리오 시리즈에서 구멍이나 용암에 많이 빠진다. 그러한 이유는 마리오를 조종하는 플레이어가 '장거리 점프'를 하기 위해서, 점프하는 도중 공중에서 요시를 발판으로 삼아 이단 점프를 하여 긴 낭떠러지 구간을 지나가기 때문이다. 이러한 상황을 팬들은 요시사라고 부른다. '요시사'는 슈퍼 마리오 메이커가 나오면서 많이 일어나게 되었다. 슈퍼 마리오 메이커는 유저들이 직접 맵을 만들고 배포할 수 있는데, 여기서 어떤 유저들은 요시사를 이용해야만 클리어 할 수 있도록 맵의 구조를 설계하는 사람들도 있기 때문이다. 유튜브 시청자들은 맵에서 요시가 많이 죽으면 "#NoYoshiLeftBehind"를 붙이기도 한다. '요시사' 와 같은 단어 자체는 플레이어가 데리고 다니며 유대를 하던 존재를 고의적으로 희생시켜 자신만 낭떠러지를 넘어가는 행태가 이기적인 행위인 것을 자조적으로도 이르는 말이기도 하다.

## 등장하는 작품
《슈퍼 마리오 월드》에서 처음으로 등장하였다. 이후 대부분의 마리오 게임에 등장한다. 《마리오 파티》 시리즈, 《마리오 카트》 시리즈가 대표적이다. 또한 《뉴 슈퍼 마리오브라더스 Wii》에서는 일부 스테이지에 등장하여 플레이에 도움을 준다. 요시가 주인공으로 부각 된 게임은 《요시 아일랜드》, 《요시 아일랜드 DS》, 《요시의 알》, 《요시의 쿠키》《요시 크래프트 월드》등이다. 이후 《마리오와 소닉 베이징 올림픽》과 《마리오와 소닉 밴쿠버 동계올림픽》, 《슈퍼 스매시브라더스》시리즈 등에 닌텐도 캐릭터의 일원으로서 등장한다.
그리고 닌텐도64로 나온 요시 스토리도 있다.